# Dilema lui Benedict al XVI-lea
Dilema lui Benedict al XVI-lea nu este altceva decât o antologie italiană care propune câteva povestiri SF ale câtorva scriitori americani publicate mai întâi în paginile revistei Fantasy & Science Fiction, între anii 1976 și 1977.

## Lista povestirilor
- Dilema lui Benedict al XVI-lea (The Armageddon Decision, 1977), de James Herbert Brennan
- În timp ce Atlanticul moare (Three Days at the End of the World, 1977), de Hilbert Schenck
- Locul fără nume (Getting Back to Before It Began, 1977), de Raylyn Moore
- Vineri 13 (Friday the Thirteenth, 1976), de Isaac Asimov
- El (Him, 1976), de Alan Dean Foster
- Până unde s-agață Lonicera (Caprifoliul) (Where the Woodbine Twineth, 1976), de Manly Wade Wellman
- În mâinile celor răi (Shadetree, 1977), de James Michael Reaves
- Retroviitorul (Time is Money, 1976), de Haskell Barkin
- Omul care a salvat soarele (The Man Who Saved the Sun, 1977), de Stephen Tall

## Dilema lui Benedict al XVI-lea
Scurta povestire a lui Herbie Brennan prevede un viitor în care crudul dictator Victor Ling este pe punctul de a prelua puterea națiunilor de la Anderstraad. Singurul care are intenția de a-l opri este papa Benedict al XVI-lea, care de altfel a și avut o viziune mistică care i-a impus să-l atace pe Ling și să-l detroneze. Papa  are însă probleme de conștiință și dubii puternice, astfel că trimite după Steinmann, cel mai renumit psihiatru al epocii: datoria doctorului este aceea de a stabili sănătatea mintală a papei și, automat, autenticitatea viziunilor sale. Dacă este sănătos, evenimentul imediat următor va fi invazia orașului Anderstraad de către dictatorul Ling, dacă este bolnav atunci nu va fi nimic. Va reuși Steinmann să fie obiectiv în darea diagnosticului? 
Povestirea a fost publicată în numărul din septembrie 1977 al revistei Fantasy & Science Fiction, iar în Italia a fost prezentată în colecția Urania pe 26 martie 1978 (7 luni înainte de alegerea ca papă a cardinalului polonez Karol Wojtyła cu numele de Ioan Paul al II-lea). Autorul a folosit numele de Benedict al XVI-lea întrucât pe atunci papii cu acest nume se opriseră la Papa Benedict al XV-lea (papă din 1914 până în 1922). Surprinzătoare este legătura cu faptul că papa din povestire a trăit tocmai în perioada nașterii fascismului în Italia, fascism la care se referă mișcarea condusă de Victor Ling.
Pe 19 aprilie 2005, la 28 de ani de la publicarea povestirii, cardinalul german Joseph Alois Ratzinger a fost ales papă și a ales ca nume de pontificat exact Benedict al XVI-lea.